# هيكسابوليس دوريي

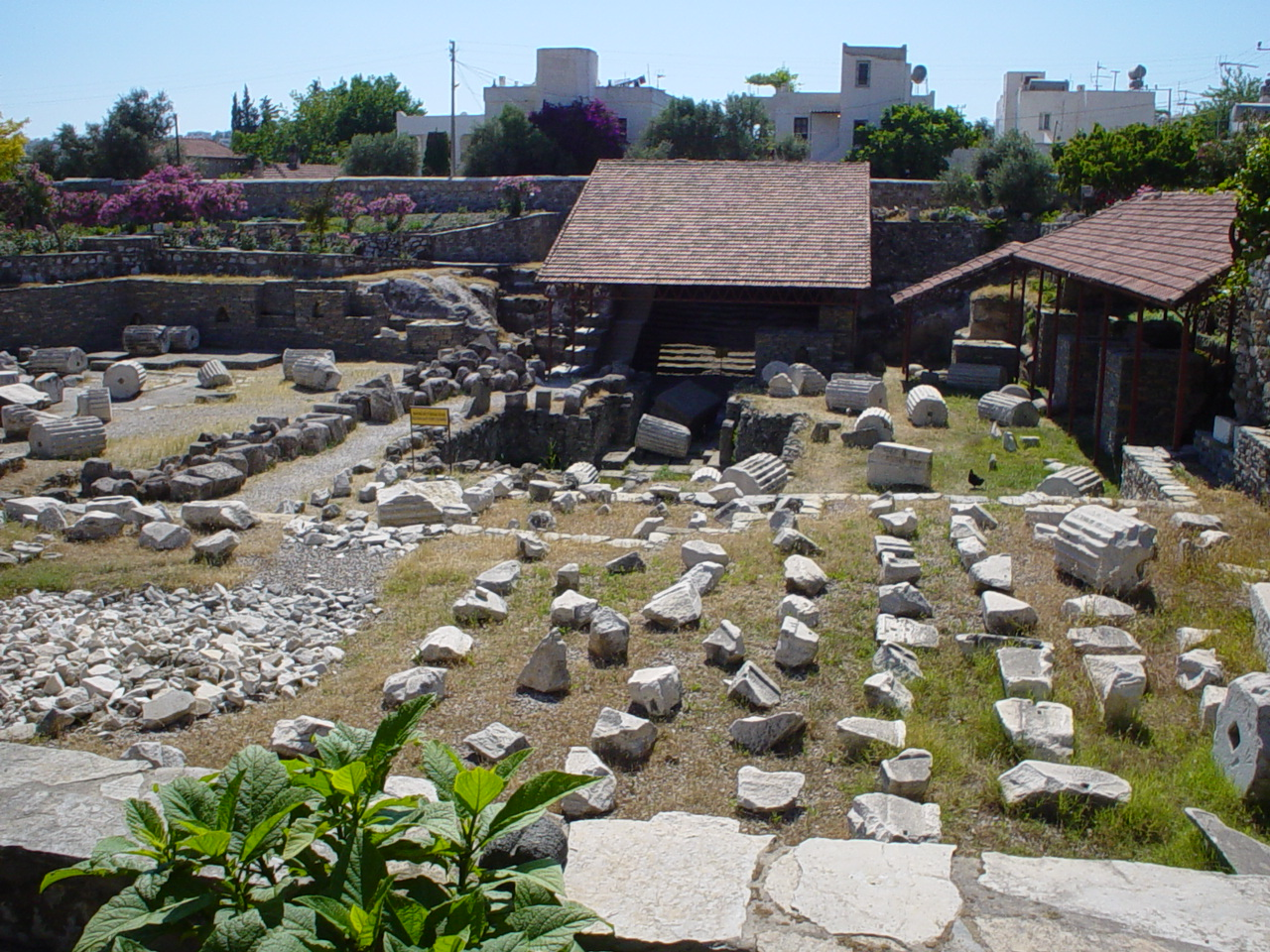
بقايا حطام ضريح موسولوس، أحد عجائب الدنيا السبع

هيكسابوليس دوريي أو دوركي Doric Hexapolis  (باليونانية: Δωρικὴ Ἑξάπολις or Δωριέων Ἑξάπολις)‏ كان اتحاد يضم ست مدن تابعة لمؤسسات دوريان في جنوب غرب آسيا الصغرى والجزر المجاورة، والتي تميزت إلى حد كبير بالمنطقة المعروفة باسم دوريي أو دوريي في آسيا (باليونانية: Δωρίς ἡ ἐν Ἀσίᾳ)‏، وشملت:
- كوس، علي جزيرة كوس.[1]
- كنيدوس، في إقليم كاريا.
- هاليكارناسوس في إقليم كاريا.
- ليندوس، على جزيرة رودس.
- ياليسوس، علي جزيرة رودس.
- كاميروس، علي جزيرة رودس.